# Lindapecten exasperatus
Lindapecten exasperatus är en musselart som först beskrevs av G. B. Sowerby II 1842.  Lindapecten exasperatus ingår i släktet Lindapecten och familjen kammusslor. Inga underarter finns listade i Catalogue of Life.